# Jakub Sklenář
Jakub Sklenář (* 20. März 1988 in Znojmo, Tschechoslowakei) ist ein tschechischer Eishockeyspieler. Seit 2023 spielt er für den HC Letci Letňany  in der dritten tschechischen Spielklasse, der 2. liga.

## Karriere
Sklenář begann seine Karriere in den Jugendmannschaften des HC Znojemští Orli, bei denen er es bis 2004 in die U18-Extraliga-Mannschaft geschafft hat. Anschließend wechselte er zum HC Slavia Prag, bei denen er ebenfalls die Nachwuchsmannschaften der obersten Spielklasse durchlief und 2006 im Kader des Profivereins stand. Mit 20 Jahren absolvierte er seine erste vollständige Saison in der obersten tschechischen Liga und nahm dabei an Spielen des HC Slavia in der Champions Hockey League teil, bei denen er in vier Spielen zwei Tore beisteuerte und in der Liga die Vizemeisterschaft erreichte. Im Jahr zuvor war er erstmals Tschechischer Meister geworden.

### International
Erste Erfahrungen sammelte der Stürmer bei der U18-Junioren-Weltmeisterschaft 2006 im Kader der tschechischen Juniorennationalmannschaft, als er mit dem Team die U18-Junioren-Weltmeisterschaft gewann. Bei den U20-Junioren vertrat Sklenář das Team bei der Junioren-Weltmeisterschaft 2008, wo die Auswahl den fünften Rang im Endklassement belegte.

## Erfolge und Auszeichnungen
- 2006 Bronzemedaille bei der U18-Junioren-Weltmeisterschaft
- 2006 Tschechischer Vizemeister mit dem HC Slavia Prag
- 2008 Tschechischer Meister mit dem HC Slavia Prag
- 2009 Tschechischer Vizemeister mit dem HC Slavia Prag